# 海南卫矛
海南卫矛（学名：Euonymus hainanensis）为卫矛科卫矛属的植物，是中国的特有植物。分布在海南島等地，目前尚未由人工引种栽培。
其种加词“hainanensis”意为“海南的”。